# Gouvernement Simítis II
Pour les articles homonymes, voir gouvernement Simítis.
 (septembre 2023).
Si vous disposez d'ouvrages ou d'articles de référence ou si vous connaissez des sites web de qualité traitant du thème abordé ici, merci de compléter l'article en donnant les références utiles à sa vérifiabilité et en les liant à la section « Notes et références ».
IIIe République hellénique
Simítis I Simítis III
Le gouvernement Simítis II (en grec moderne : Κυβέρνηση Κωνσταντίνου Σημίτη 1996 (Σεπτέμβριος)) est le gouvernement de la République hellénique entre le 25 septembre 1996 et le 13 avril 2000, sous la IXe législature du Parlement.
Il est dirigé par le socialiste Konstantínos Simítis, à nouveau vainqueur des élections législatives à la majorité absolue. Il succède au gouvernement Simítis I et cède le pouvoir au gouvernement Simítis III après que le PASOK a conservé une nouvelle fois sa majorité aux élections anticipées de 2000.

## Historique
Dirigé par le Premier ministre socialiste sortant Konstantínos Simítis, ce gouvernement est constitué et soutenu par le Mouvement socialiste panhellénique (PASOK). Seul, il dispose de 162 députés sur 300, soit 54 % des sièges du Parlement.
Il est formé à la suite des élections législatives anticipées du 22 septembre 1996.
Il succède donc au gouvernement Simítis I, constitué et soutenu dans les mêmes conditions.

### Formation
Au cours du scrutin législatif, le PASOK enregistre un recul de plus de cinq points, ce qui se traduit par une perte de huit sièges sans mettre en danger sa majorité absolue. La Nouvelle Démocratie (ND) de Miltiádis Évert est elle aussi en repli, mais bien plus léger. À la gauche des socialistes, le KKE, le Synaspismós et le DIKKI (el) réunissent 30 parlementaires, un record depuis la fin de la dictature des colonels.
Simítis et son équipe de 18 ministres sont assermentés au palais présidentiel d'Athènes par le président de la République Konstantínos Stephanópoulos le 25 septembre, trois jours après le scrutin.

### Succession
En janvier 2000, le Premier ministre annonce la convocation d'élections anticipées pour le 9 avril. Il explique son choix par la nécessité de bénéficier d'un mandat clair pour mener les réformes qu'il juge nécessaire à l'intégration de la Grèce au sein de l'Union économique et monétaire (UEM).
Au cours du scrutin, le PASOK perd quatre nouveaux sièges bien qu'il progresse en voix. Pour la première fois depuis le rétablissement de la démocratie en 1974, un parti remporte trois fois de suite la majorité au Parlement. En conséquence, Konstantínos Simítis met sur pied son troisième et dernier exécutif.

## Composition

### Initiale (25 septembre 1996)
- Les nouveaux ministres sont indiqués en gras, ceux ayant changé d'attributions en italique.

| Portefeuille                                                                       | Titulaire | Titulaire              | Parti |
| ---------------------------------------------------------------------------------- | --------- | ---------------------- | ----- |
| Premier ministre                                                                   |           | Konstantínos Simítis   | PASOK |
| Ministre de l'Intérieur, de l'Administration publique et de la Décentralisation    |           | Alékos Papadópoulos    | PASOK |
| Ministre de la Défense nationale                                                   |           | Ákis Tsochatzópoulos   | PASOK |
| Ministre des Affaires étrangères                                                   |           | Theódoros Pángalos     | PASOK |
| Ministre de l'Économie nationale et des Finances                                   |           | Giánnos Papantoníou    | PASOK |
| Ministre du Développement                                                          |           | Vásso Papandréou       | PASOK |
| Ministre de l'Environnement, de l'Aménagement du territoire et des Travaux publics |           | Kóstas Laliótis        | PASOK |
| Ministre de l'Éducation nationale et des Religions                                 |           | Gerásimos Arsénis      | PASOK |
| Ministre de l'Agriculture                                                          |           | Stéphanos Tzoumákas    | PASOK |
| Ministre du Travail et de la Sécurité sociale                                      |           | Miltiádis Papaïoánnou  | PASOK |
| Ministre de la Santé et du Bien-être                                               |           | Kóstas Geítonas        | PASOK |
| Ministre de la Justice                                                             |           | Evángelos Giannópoulos | PASOK |
| Ministre de la Culture                                                             |           | Evángelos Venizélos    | PASOK |
| Ministre de la Marine marchande                                                    |           | Stávros Soumákis       | PASOK |
| Ministre de l'Ordre public                                                         |           | Geórgios Romaíos       | PASOK |
| Ministre de la Macédoine-Thrace                                                    |           | Phílippos Petsálnikos  | PASOK |
| Ministre de la Mer Égée                                                            |           | Elisábet Papazói       | PASOK |
| Ministre des Transports et des Communications                                      |           | Cháris Kastanídis      | PASOK |
| Ministre de la Presse et des Médias                                                |           | Dimítris Réppas        | PASOK |

### Remaniement du 30 octobre 1998
- Les nouveaux ministres sont indiqués en gras, ceux ayant changé d'attributions en italique.

| Portefeuille                                                                       | Titulaire | Titulaire              | Parti |
| ---------------------------------------------------------------------------------- | --------- | ---------------------- | ----- |
| Premier ministre                                                                   |           | Konstantínos Simítis   | PASOK |
| Ministre de l'Intérieur, de l'Administration publique et de la Décentralisation    |           | Alékos Papadópoulos    | PASOK |
| Ministre de la Défense nationale                                                   |           | Ákis Tsochatzópoulos   | PASOK |
| Ministre des Affaires étrangères                                                   |           | Theódoros Pángalos     | PASOK |
| Ministre de l'Économie nationale et des Finances                                   |           | Giánnos Papantoníou    | PASOK |
| Ministre du Développement                                                          |           | Vásso Papandréou       | PASOK |
| Ministre de l'Environnement, de l'Aménagement du territoire et des Travaux publics |           | Kóstas Laliótis        | PASOK |
| Ministre de l'Éducation nationale et des Religions                                 |           | Gerásimos Arsénis      | PASOK |
| Ministre de l'Agriculture                                                          |           | Geórgios Anomerítis    | PASOK |
| Ministre du Travail et de la Sécurité sociale                                      |           | Miltiádis Papaïoánnou  | PASOK |
| Ministre de la Santé et du Bien-être                                               |           | Lámpros Papadíma       | PASOK |
| Ministre de la Justice                                                             |           | Evángelos Giannópoulos | PASOK |
| Ministre de la Culture                                                             |           | Evángelos Venizélos    | PASOK |
| Ministre de la Marine marchande                                                    |           | Stávros Soumákis       | PASOK |
| Ministre de l'Ordre public                                                         |           | Phílippos Petsálnikos  | PASOK |
| Ministre de la Macédoine-Thrace                                                    |           | Ioánnis Magriótis      | PASOK |
| Ministre de la Mer Égée                                                            |           | Elisábet Papazói       | PASOK |
| Ministre des Transports et des Communications                                      |           | Cháris Kastanídis      | PASOK |
| Ministre de la Presse et des Médias                                                |           | Dimítris Réppas        | PASOK |
| Ministre d'État                                                                    |           | Kóstas Geítonas        | PASOK |

### Remaniement du 19 février 1999
- Les nouveaux ministres sont indiqués en gras, ceux ayant changé d'attributions en italique.

| Portefeuille                                                                       | Titulaire | Titulaire              | Parti |
| ---------------------------------------------------------------------------------- | --------- | ---------------------- | ----- |
| Premier ministre                                                                   |           | Konstantínos Simítis   | PASOK |
| Ministre de l'Intérieur, de l'Administration publique et de la Décentralisation    |           | Vásso Papandréou       | PASOK |
| Ministre de la Défense nationale                                                   |           | Ákis Tsochatzópoulos   | PASOK |
| Ministre des Affaires étrangères                                                   |           | Giórgos Papandréou     | PASOK |
| Ministre de l'Économie nationale et des Finances                                   |           | Giánnos Papantoníou    | PASOK |
| Ministre du Développement                                                          |           | Evángelos Venizélos    | PASOK |
| Ministre de l'Environnement, de l'Aménagement du territoire et des Travaux publics |           | Kóstas Laliótis        | PASOK |
| Ministre de l'Éducation nationale et des Religions                                 |           | Gerásimos Arsénis      | PASOK |
| Ministre de l'Agriculture                                                          |           | Geórgios Anomerítis    | PASOK |
| Ministre du Travail et de la Sécurité sociale                                      |           | Miltiádis Papaïoánnou  | PASOK |
| Ministre de la Santé et du Bien-être                                               |           | Lámpros Papadíma       | PASOK |
| Ministre de la Justice                                                             |           | Evángelos Giannópoulos | PASOK |
| Ministre de la Culture                                                             |           | Elisábet Papazói       | PASOK |
| Ministre de la Marine marchande                                                    |           | Stávros Soumákis       | PASOK |
| Ministre de l'Ordre public                                                         |           | Michális Chryssohoïdis | PASOK |
| Ministre de la Macédoine-Thrace                                                    |           | Ioánnis Magriótis      | PASOK |
| Ministre de la Mer Égée                                                            |           | Stávros Dénos          | PASOK |
| Ministre des Transports et des Communications                                      |           | Cháris Kastanídis      | PASOK |
| Ministre de la Presse et des Médias                                                |           | Dimítris Réppas        | PASOK |
| Ministre d'État                                                                    |           | Kóstas Geítonas        | PASOK |

### Remaniement du 20 mars 2000
- Les nouveaux ministres sont indiqués en gras, ceux ayant changé d'attributions en italique.

| Portefeuille                                                                       | Titulaire | Titulaire              | Parti |
| ---------------------------------------------------------------------------------- | --------- | ---------------------- | ----- |
| Premier ministre                                                                   |           | Konstantínos Simítis   | PASOK |
| Ministre de l'Intérieur, de l'Administration publique et de la Décentralisation    |           | Geórgios Koumántos     | Sans  |
| Ministre de la Défense nationale                                                   |           | Ákis Tsochatzópoulos   | PASOK |
| Ministre des Affaires étrangères                                                   |           | Giórgos Papandréou     | PASOK |
| Ministre de l'Économie nationale et des Finances                                   |           | Giánnos Papantoníou    | PASOK |
| Ministre du Développement                                                          |           | Evángelos Venizélos    | PASOK |
| Ministre de l'Environnement, de l'Aménagement du territoire et des Travaux publics |           | Kóstas Laliótis        | PASOK |
| Ministre de l'Éducation nationale et des Religions                                 |           | Gerásimos Arsénis      | PASOK |
| Ministre de l'Agriculture                                                          |           | Geórgios Anomerítis    | PASOK |
| Ministre du Travail et de la Sécurité sociale                                      |           | Miltiádis Papaïoánnou  | PASOK |
| Ministre de la Santé et du Bien-être                                               |           | Lámpros Papadíma       | PASOK |
| Ministre de la Justice                                                             |           | Dimítrios Gourgourákis | Sans  |
| Ministre de la Culture                                                             |           | Elisábet Papazói       | PASOK |
| Ministre de la Marine marchande                                                    |           | Stávros Soumákis       | PASOK |
| Ministre de l'Ordre public                                                         |           | Michális Chryssohoïdis | PASOK |
| Ministre de la Macédoine-Thrace                                                    |           | Ioánnis Magriótis      | PASOK |
| Ministre de la Mer Égée                                                            |           | Stávros Dénos          | PASOK |
| Ministre des Transports et des Communications                                      |           | Cháris Kastanídis      | PASOK |
| Ministre de la Presse et des Médias                                                |           | Anárgyros Phatoúros    | PASOK |
| Ministre d'État                                                                    |           | Kóstas Geítonas        | PASOK |